# Československá hokejová liga 1946/1947
4. ročník československé hokejové ligy 1946/47 se hrál pod názvem Státní liga.

## Herní systém
Soutěž byla původně vypsána pro 12 účastníků rozdělených do dvou skupin po 6. Těsně před začátkem ligy se však sloučila mužstva HC Stadion Praha a SK Podolí Praha na HC Stadion Podolí, ve skupině A tak hrálo pouze 5 mužstev (celkem tedy 11 účastníků). Vítězové obou skupin hráli dvoukolové finále. Mužstva na 5. místě skupiny A a na 5. a 6. místě skupiny B sestupovala.

## Pořadí

### Skupina A
| Poř. | Tým                         | Zápasy | Výhry | Remízy | Porážky | Skóre | Body |
| ---- | --------------------------- | ------ | ----- | ------ | ------- | ----- | ---- |
| 1.   | LTC Praha                   | 4      | 4     | 0      | 0       | 54:11 | 8    |
| 2.   | ŠK Bratislava               | 4      | 3     | 0      | 1       | 25:26 | 6    |
| 3.   | HC Stadion Podolí           | 4      | 2     | 0      | 2       | 18:23 | 4    |
| 4.   | AC Stadion České Budějovice | 4      | 1     | 0      | 3       | 15:33 | 2    |
| 5.   | SK Libeň                    | 4      | 0     | 0      | 4       | 13:32 | 0    |

### Skupina B
| Poř. | Tým                      | Zápasy | Výhry | Remízy | Porážky | Skóre | Body |
| ---- | ------------------------ | ------ | ----- | ------ | ------- | ----- | ---- |
| 1.   | I. ČLTK Praha            | 5      | 4     | 1      | 0       | 38:10 | 9    |
| 2.   | VŠ Bratislava            | 5      | 3     | 1      | 1       | 39:18 | 7    |
| 3.   | AC Sparta Praha          | 5      | 3     | 0      | 2       | 28:24 | 6    |
| 4.   | SK Horácká Slavia Třebíč | 5      | 3     | 0      | 2       | 20:20 | 6    |
| 5.   | DSK Tábor                | 5      | 1     | 0      | 4       | 14:40 | 2    |
| 6.   | HC Tatry Poprad          | 5      | 0     | 0      | 5       | 12:39 | 0    |

## Finále
- LTC Praha - I. ČLTK Praha 10:0
- I. ČLTK Praha - LTC Praha 8:5

## Nejlepší střelci
- Vladimír Zábrodský (LTC Praha) - 17 gólů
- Walter Ulrich (ŠK Bratislava) - 14 gólů
- Stanislav Konopásek (LTC Praha) - 13 gólů
- Karel Stibor (LTC Praha) - 13 gólů
- Mike Buckna (LTC Praha) - 10 gólů